# Vicente Aguirre
Vicente Aguirre (Rosario, 22 gennaio 1901 – Santa Fe, 11 giugno 1990) è stato un calciatore argentino, di ruolo attaccante.

## Caratteristiche tecniche
Giocava come interno sinistro.

## Carriera

### Club
Nel biennio 1923-1924 "el Chueco" Aguirre figurò nella rosa del Central Córdoba; durante quel periodo fu convocato in Nazionale. Nel 1925 passò al Newell's Old Boys, altro club della federazione della Provincia di Santa Fe. Alla sua prima stagione nella nuova squadra giocò 26 incontri in Copa Nicasio Vila, segnando 34 gol. Nel 1926 realizzò 35 marcature in 23 gare, mentre l'anno successivo le presenze furono 10 e le reti 7. Quella del 1928 fu la sua ultima annata nel Newell's: scese in campo in 6 occasioni, e marcò 4 gol. Si trasferì poi al Central Córdoba, con cui rimase fino al 1932, anno in cui vinse il Torneo Gobernador Luciano Molinas.

### Nazionale
Nel 1923 fu convocato per il Campeonato Sudamericano: in tale competizione esordì il 29 ottobre contro il Paraguay a Montevideo. Quella gara rappresentò per lui anche il debutto assoluto in Nazionale: segnò una tripletta ai minuti 58, 77 e 86, permettendo all'Argentina di vincere l'incontro per 4-3. Giocò anche contro Brasile (18 novembre) e Uruguay (2 dicembre), sempre come interno sinistro. L'ultima sua presenza con la selezione nazionale la ottenne il 25 maggio 1924, nell'incontro con l'Uruguay, valido per la Copa Newton.

## Statistiche

### Cronologia presenze e reti in Nazionale
| Cronologia completa delle presenze e delle reti in nazionale ― Argentina | Cronologia completa delle presenze e delle reti in nazionale ― Argentina | Cronologia completa delle presenze e delle reti in nazionale ― Argentina | Cronologia completa delle presenze e delle reti in nazionale ― Argentina | Cronologia completa delle presenze e delle reti in nazionale ― Argentina | Cronologia completa delle presenze e delle reti in nazionale ― Argentina | Cronologia completa delle presenze e delle reti in nazionale ― Argentina | Cronologia completa delle presenze e delle reti in nazionale ― Argentina |
| Data                                                                     | Città                                                                    | In casa                                                                  | Risultato                                                                | Ospiti                                                                   | Competizione                                                             | Reti                                                                     | Note                                                                     |
| ------------------------------------------------------------------------ | ------------------------------------------------------------------------ | ------------------------------------------------------------------------ | ------------------------------------------------------------------------ | ------------------------------------------------------------------------ | ------------------------------------------------------------------------ | ------------------------------------------------------------------------ | ------------------------------------------------------------------------ |
| 29-10-1923                                                               | Montevideo                                                               | Argentina                                                                | 4 – 3                                                                    | Paraguay                                                                 | Coppa America 1923                                                       | 3                                                                        |                                                                          |
| 18-11-1923                                                               | Montevideo                                                               | Argentina                                                                | 2 – 1                                                                    | Brasile                                                                  | Coppa America 1923                                                       | 0                                                                        |                                                                          |
| 2-12-1923                                                                | Montevideo                                                               | Uruguay                                                                  | 0 – 2                                                                    | Argentina                                                                | Coppa America 1923                                                       | 0                                                                        |                                                                          |
| 25-5-1924                                                                | Buenos Aires                                                             | Argentina                                                                | 6 – 1                                                                    | Uruguay                                                                  | Copa Newton                                                              | 1                                                                        |                                                                          |
| Totale                                                                   |                                                                          | Presenze                                                                 | 4                                                                        |                                                                          | Reti                                                                     | 4                                                                        |                                                                          |

## Palmarès

### Club

#### Competizioni nazionali
- Copa Nicasio Vila: 1

Rosario Central: 1917
- Torneo Gobernador Luciano Molinas: 1

Central Córdoba: 1932
- Torneo Preparación : 2

Newell's Old Boys: 1925
Central Córdoba: 1932